# A-26
L'autovia A-26 és una autovia en construcció, que ha experimentat importants retards. Quan estiguí acabada creuarà tot l'Alt Empordà i bona part de la Garrotxa d'est a oest, enllaçant poblacions importants com Llançà, Figueres, Besalú i Olot. L'autovia formarà part de la Xarxa d'Autopistes i Autovies de l'Estat. La construcció serà, per tant, finançada pel Ministeri de Foment. Bàsicament resseguirà l'itinerari actual de la carretera N-260 també anomenada Autovia Pirinenca i, malgrat que actualment només es en preveu la finalització a Olot, no es descarta que en un futur s'incloguin projectes per perllongar-la fins al Pirineu.
Fins al 2006, dels 76 quilòmetres previstos, només se n'han construït 20, els que anirien des de l'enllaç de la N-260 amb la C-66 a Besalú fins a l'enllaç Olot Nord on es bifurca entre la N-260 vers Camprodon i Ripoll i la C-26 vers Ripoll passant per Vallfogona de Ripollès. El tram fins ara construït preveu com a obres d'enginyeria destacables el viaducte sobre el riu Fluvià al municipi de Montagut i Oix i els túnels que salven el pas de Castellfollit de la Roca.
El tram Besalú-Figueres ha generat l'oposició d'ajuntaments, ecologistes i pagesos.

## Trams
| Tram                               | Estat (2025)                                                | km    |
| ---------------------------------- | ----------------------------------------------------------- | ----- |
| Campdevànol - Ripoll               | Estudi informatiu                                           | 5+/-  |
| Ripoll - Olot                      | Estudi informatiu                                           | 31+/- |
| Olot - Sant Jaume de Llierca       | En servei (2002)                                            | 10    |
| Sant Jaume de Llierca - Argelaguer | En servei (2005)                                            | 6     |
| Argelaguer - Besalú                | En servei (2008)                                            | 6     |
| Besalú - Cabanelles                | Projecte licitat                                            | 9,3   |
| Cabanelles - Figueres              | Projecte licitat                                            | 9,7   |
| Figueres - Llançà                  | Estudi informatiu (Proposta de la Generalitat de Catalunya) | 10+/- |
| Llançà - Frontera Francesa         | Pendent del nou Estudi informatiu                           | -     |

## Enllaços (sortides)
| Número de la sortida | Nom de la sortida                                                                  | Carretera que hi enllaça |
| -------------------- | ---------------------------------------------------------------------------------- | ------------------------ |
|                      | Inici/Fi de la A-26                                                                | N-260a                   |
| 84                   | Olot nord Sant Joan les Fonts oest La Vall de Bianya Camprodon Ripoll              | N-260                    |
| 81                   | Olot est/polígon industrial Begudà                                                 | N-260z                   |
| 79                   | Castellfollit de la Roca Sant Joan les Fonts                                       | N-260z                   |
| 75                   | Montagut i Oix Sant Jaume de Llierca Castellfollit de la Roca (poligon industrial) | GIV-5233 N-260z          |
| 72                   | Sant Jaume de Llierca                                                              | N-260z                   |
| 69/70                | Argelaguer Tortellà                                                                | N-260z                   |
| 67                   | Besalú oest Només d'entrada en sentit Olot i de sortida en sentit Figueres         | N-260                    |
| 65/64                | Besalú est Girona Beuda                                                            | N-260 C-66 GIV-5234      |
|                      | Inici/Fi de la A-26                                                                | N-260                    |